# ناحیه لامویل، شهرستان بورا، ایلینوی
ناحیه لامویل، شهرستان بورا، ایلینوی (به انگلیسی: Lamoille Township) یک منطقهٔ مسکونی در ایالات متحده آمریکا است که در شهرستان بورا، ایلینوی واقع شده‌است. ناحیه لامویل ۱٬۱۲۲ نفر جمعیت دارد و ۲۴۵ متر بالاتر از سطح دریا واقع شده‌است.